# سورة الفيل
 سورة الفيل  هي سورة مكية، من المفصل، آياتها 5، وترتيبها في المصحف 105، في الجزء الثلاثين، بدأت بأسلوب استفهام ﴿أَلَمْ تَرَ كَيْفَ فَعَلَ رَبُّكَ بِأَصْحَابِ الْفِيلِ ۝١﴾ [الفيل:1]، نزلت بعد سورة الكافرون. وهي السورة التاسعة عشرة حسب النزول. جاءت السورة تذكيرًا للنبي محمد ﷺ وقومه قريش بنعمة حفظ البيت الحرام، فذكَّر الله أهل مكة عظيم نعمته عليهم حين صرف عنهم أصحاب الفيل، وهم الغُزاة القادمون من الحبشة، الذين عزموا على هدم الكعبة ومَحْو أثرها، فأبادهم الله. وفيها تذكير بقدرة الله على إهلاك العُتاة وإبطال كيدهم، وتذكير قريش بأنهم لم يكونوا ندًّا لأبرهة وجيشه، ورأى بعض المفسرين في ذلك أن السورة تُنذر قريش والمشركين وتحذِّرهم ألا يُعادوا محمدًا وهو رسول الله حتى لا يلقَوا عقابًا مماثلًا من الله.
أطلق بعضُ العلماء على السورة اسم «سورة ألم تر»، وسُمِّيت في المصاحف وكتب التفسير «سورة الفيل». السورة متصلة بسورة قريش في المعنى، وكلاهما تضمَّن ذكرَ نعمة من نعم الله على أهل مكة؛ فالأولى تضمَّنت إهلاك عدوِّهم الذي جاء ليهدم الكعبة التي هي أساس مجدهم وعزهم، والأُخرى ذكرت نعمة اجتماع أمرهم، والتئام شملهم، ليتمكنوا من الارتحال صيفًا وشتاءً في تجارتهم.
حادث الفيل معروف متواتر لدى العرب، حتى إنهم جعلوه مبدأ تاريخ يحدِّدون به أوقات الحوادث، فيقولون: وُلد عام الفيل، وحدث كذا لسنتين بعد عام الفيل، ونحو ذلك. وهو عام 53 ق هـ/ 571 م. وهناك نقاشات حول بعض النقوش الحِميَرية المتعلقة بأبرهة وحمَلاته في الجزيرة العربية.

## نص السورة
نص سورة الفيل برواية حفص عن عاصم كما في مصحف المدينة النبوية:

### في علم القراءات
ذكر عدد من العلماء أنه لا اختلاف بين القراءات العشر لسورة الفيل، فقال مكي بن أبي طالب: «ليس في سورة الفيل شيء»، وكذلك قال محمد بن الحسن السمنودي، وابن مجاهد. ومن الاختلافات الطفيفة بين القراءات العشر التي ذكرها العلماء:
- ذكر أبو محمد الواسطي في كتابه الكنز، أن أبا عمرو البصري أدغم فيها حرفين وهما: «كيف فعل» أدغم الفاء في الفاء، «فعل ربك» أدغم اللام في الراء.[4]
- ذكر البناء في إتحاف فضلاء البشر ضمَّ حمزة ويعقوب الهاء في «عليهُم»، وضم يعقوب الهاء في «ترميهُم»، والباقون بالكسر.[5] وقال القاضي في البدور الزاهرة:[6] «"عليهم" قرأ ابن كثير وأبو جعفر وقالون بخلف عنه بضم ميم الجمع حالة الوصل مع وصلها بواو لفظا، وهذا مذهبهم في كل ميم جمع بشرط أن يكون الحرف الذي بعدها متحركا كما هنا وإذا وقع بعدها همزة قطع نحو عليكم أنفسكم كانت عند هؤلاء المذكورين من باب المد المنفصل؛ وعليه يكون فيها لابن كثير وأبى جعفر القصر فقط ويكون لقالون القصر والمد وستعرف مقدار المد عنده قريبا إن شاء الله تعالى. وقرأ ورش بصلة ميم الجمع بشرط أن يقع بعدها همزة قطع كالمثال المذكور، وهى عنده أيضا من قبيل المنفصل فيمد مدا مشبعا على قاعدته كما سيأتى. وقرأ حمزة ويعقوب بضم الهاء وصلا ووقفا والباقون بكسرها كذلك.»
- ذكر البناء في إتحاف فضلاء البشر إبدال ورش همزة «مَأْكُولٍ»، وكذلك أبي عمرو بخلفه، وأبي جعفر، ويبدلها حمزة وقفًا.[5]
- ذكر عبد اللطيف الخطيب في معجم القراءات، قراءة ورش «طَيْرًا أَبَابِيلَ» بترقيق الراء، والباقون بالتفخيم، وسكوت حمزة وخلف على التنوين قبل النطق بالهمز وذلك لتبيينه في الوصل. ونقل ورش حركة الهمز إلى التنوين قبلها ثم حذف الهمزة فنطقها "طيرن بابيل".[7]

### تعدادها
عدد آيات سورة الفيل خمس آيات، في جميع مدارس عدد الآيات ليس فيها اختلاف. أما عدد كلماتها فثلاث وعشرون كلمة كسورتي المسد والفلق. بينما عدَّها الخطيب الشربيني عشرون كلمة. وذكر أهل العدَّ على أن عدد حروفها 96 حرفًا، ذكر ذلك أبو عمرو الداني، والخطيب الشربيني.

## التسمية
وردت تسميتها في كلام بعض السلف «سورة ألم تر». فروى القرطبي في تفسير سورة قريش عن عمرو بن ميمون قال: صليت صلاة المغرب خلف عمر بن الخطاب فقرأ في الركعة الثانية ألم تر، ولإيلاف قريش. وكذلك عنونها محمد بن إسماعيل البخاري. وسميت في جميع المصاحف وكتب التفسير: «سورة الفيل».

## زمن النزول
عُدت السورة التاسعة عشر في ترتيب نزول السور، نزلت بعد سورة الكافرون وقبل سورة الفلق. نقل ذلك جلال الدين السيوطي في الإتقان في علوم القرآن عن جابر بن زيد. وكذلك نقل مجد الدين الفيروزآبادي في بصائر ذوي التمييز.
وقيل: قبل سورة قريش لقول الأخفش أن السورتين متعلقتان ببعضهما، ومنهم من جعلهما سورة واحدة؛ كأبي بن كعب جعلها وسورة قريش سورة واحدة في مصحفه، ولم يفصل بينهما بالبسملة ولخبر عمرو بن ميمون عن عمر بن الخطاب أن عمر بن الخطاب قرأ مرة في صلاة المغرب في الركعة الثانية سورة الفيل وسورة قريش، بينما أغلب علماء المسلمين على أنهما سورتان منفصلتان. وعلَّق على ذلك ابن عاشور فقال: «ويجوز أن تكون سورة قريش نزلت بعد سورة الفلق وألحقت بسورة الفيل فلا يتم الاحتجاج بما في مصحف أبي بن كعب ولا بما رواه عمرو بن ميمون».

## مناسبتها مع سورة قريش

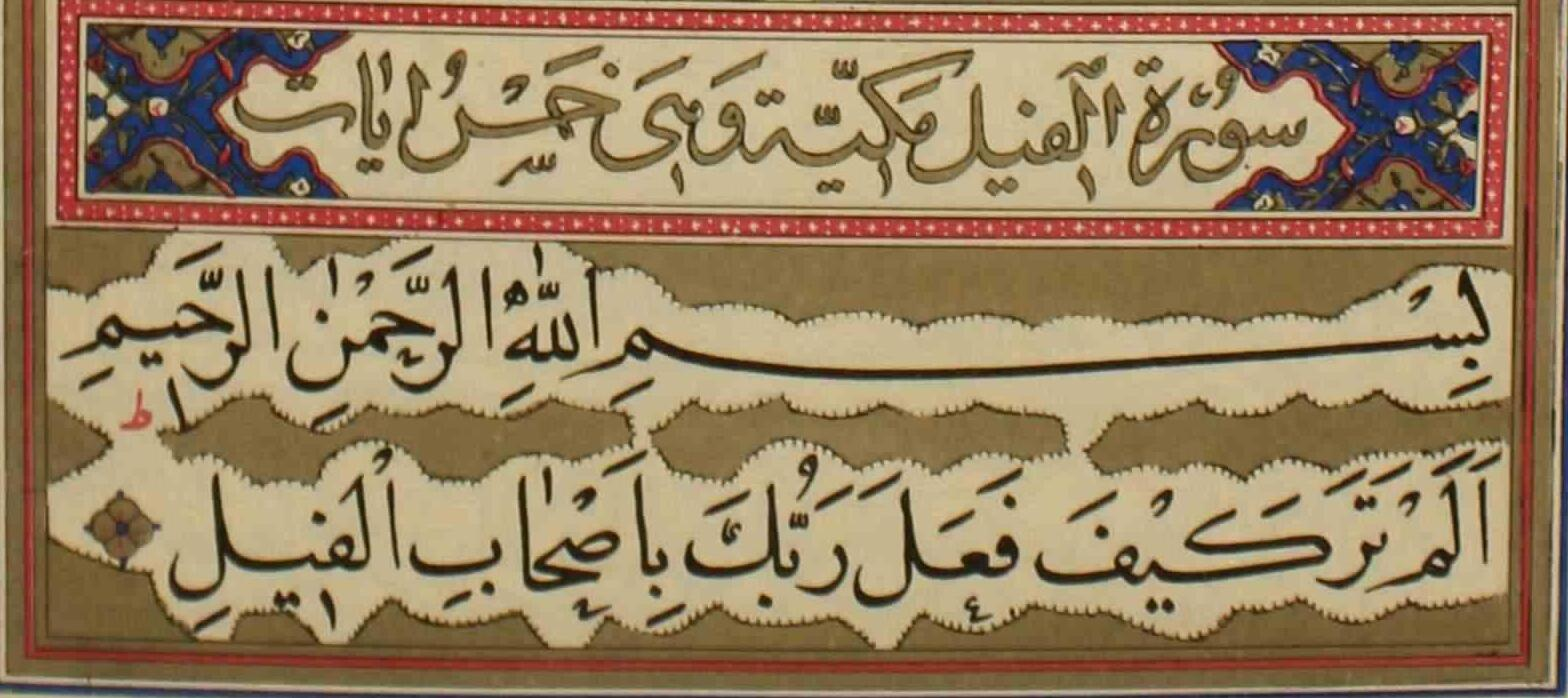
مخطوطة قُرآنيَّة لِسورة الفيل الآية الأولى، تعود لِسنة 1117هـ، أي أواخر العصر الصفوي، محفوظة في مكتبة قصر كلستان.

السورة متصلة بسورة قريش في المعنى، وكلاهما تضمّن ذكر نعمة من نعم الله على أهل مكة فالأولى تضمنت إهلاك عدوهم الذي جاء ليهدم الكعبة التي هي أساس مجدهم وعزهم، والثانية ذكرت نعمة أخرى هي اجتماع أمرهم، والتئام شملهم، ليتمكنوا من الارتحال صيفًا وشتاءً في تجارتهم. قال الفراء: «هذه السورة متصلة بالسورة الأولى؛ لأنه ذكر أهل مكة عظيم نعمته عليهم فيما فعل بالحبشة، ثم قال: ﴿لإِيلافِ قُرَيْشٍ﴾ أي فعلنا ذلك بأصحاب الفيل نعمة منا على قريش. وذلك أن قريشًا كانت تخرج في تجارتها، فلا يغار عليها، ولا تقرب في الجاهلية. يقولون هم أهل بيت الله جل وعز؛ حتى جاء صاحب الفيل ليهدم الكعبة، ويأخذ حجارتها، فيبني بها بيتا في اليمن يحج الناس إليه، فأهلكهم الله ، فذكرهم نعمته. أي فجعل الله ذلك لإيلاف قريش، أي ليألفوا الخروج، ولا يجترأ عليهم.».
سورتا الفيل وقريش هما سورتان مستقلتان بإجماع المسلمين، بينما جعلها أبي بن كعب مع سورة الفيل سورة واحدة، ولم يفصل بينهما في مصحفه بالبسملة التي كانوا يجعلونها علامة فصل بين السور. فقد ذهب البعض بأن السورتين سورة واحدة واحتجوا عليه بوجوه:
- أن مطلع سورة قريش لما كان متعلقًا بسورة الفيل وجب أن لا تكون سورة مستقلة.
- أن أبي بن كعب جعلهما في مصحفه سورة واحدة.
- ما روي عن عمرو بن ميمون عن قراءة عمر بن الخطاب في صلاة المغرب في الركعة الأولى سورة التين، وفي الثانية الفيل وقريش معًا، من غير فصل بينهما ببسم الله الرحمن الرحيم.

ورد على ذلك فخر الدين الرازي في تفسيره فقال: «المشهور المستفيض أن هذه السورة منفصلة عن سورة الفيل، وأما تعلق أول هذه السورة بما قبلها فليس بحجة على ما قالوه، لأن القرآن كله كالسورة الواحدة وكالآية الواحدة يصدق بعضها بعضًا، ويبين بعضها معنى بعض، ألا ترى أن الآيات الدالة على الوعيد مطلقة، ثم إنها متعلقة بآيات التوبة وبآيات العفو عند من يقول به، وقوله: ﴿إِنَّا أَنزَلْنَاهُ﴾ (القدر: 1) متعلق بما قبله من ذكر القرآن، وأما قوله: إن أبيا لم يفصل بينهما فهو معارض بإطباق الكل على الفصل بينهما، وأما قراءة عمر، فإنها لا تدل على أنهما سورة واحدة؛ لأن الإمام قد يقرأ سورتين.».

## مناسبتها للسورة قبلها
ومناسبتها لما قبلها وهي سورة الهمزة أنه بين في السورة السابقة أن المال لا يغني من الله شيئًا فأقام الدليل على ذلك بقصة أصحاب الفيل. قال برهان الدين البقاعي: «ما قدم في الهمزة أن كثرة الأموال المسببة بالقوة بالرجال ربما أعقبت الوبال، دلَّ عليه في هذه بدليل شهودي وصل في تحريقه وتغلغله في الأجسام وتجريفه إلى القلوب في العذاب الأدنى كما ذكر فيما قبلها للعذاب الأكبر الأخفى، محذرًا من الوجاهة في الدنيا وعلو الرتبة، مشيرًا إلى أنها كلما عظمت زاد ضررها بما يكسبه من الطغيان حتى ينازع صاحبها الملك الأعلى، ومع كونه شهوديًا فللعرب ولا سيما قريش به الخبرة التامة.».

## تفسير السورة

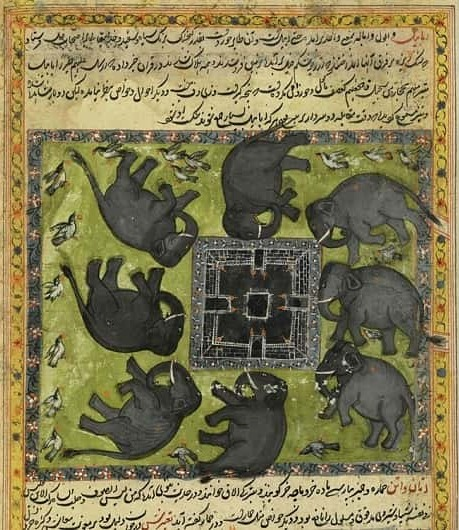
مُنمنمة فارسية تصور هلاك الفيلة بجوار الكعبة في عام الفيل.

جاءت السورة تذكيرًا للنبي وقومه قريش بنعمة حفظ البيت الحرام، حيث ذكَّر الله أهل مكة عظيم نعمته عليهم فيما فعل بالحبشة، فيما صرف عنهم من أصحاب الفيل، الذين كانوا قد عزموا على هدم الكعبة ومحو أثرها من الوجود، فأبادهم الله. يقول ابن كثير: «وكانوا قوما نصارى، وكان دينهم إذ ذاك أقرب حالا مما كان عليه قريش من عبادة الأوثان. ولكن كان هذا من باب الإرهاص والتوطئة لمبعث رسول الله ﷺ، فإنه في ذلك العام ولد على أشهر الأقوال، ولسان حال القدر يقول: لم ننصركم - يا معشر قريش - على الحبشة لخيريتكم عليهم، ولكن صيانة للبيت العتيق الذي سنشرفه ونعظمه ونوقره ببعثة النبي الأمي محمد صلوات الله وسلامه عليه، خاتم الأنبياء.».

### الآية الأولى
﴿أَلَمْ تَرَ كَيْفَ فَعَلَ رَبُّكَ بِأَصْحَابِ الْفِيلِ ۝١﴾ [الفيل:1] هو استفهام تقريري، والرؤية يجوز أن تكون مجازية مستعارة للعلم البالغ من اليقين حد الأمر المرئي لتواتر ما فعل الله بأصحاب الفيل بين أهل مكة وبقاء بعض آثار ذلك يشاهدونه. ويجوز أن تكون الرؤية بصرية بالنسبة لمن تجاوز سنه نيفًا وخمسين سنة عند نزول الآية ممن شهد حادث الفيل غلامًا أو فتى مثل أبي قحافة وأبي طالب وأبي بن خلف. وكيف للاستفهام. واستخدام لفظ "فعل ربك" دون غيره لأن مدلول هذا الفعل يعم أعمالا كثيرة لا يدل عليها غيره. وجيء في تعريف الله سبحانه بوصف (رب) مضافا إلى ضمير النبي إيماء إلى أن المقصود من التذكير بهذه القصة تكريم النبي إرهاصا لنبوته إذ كان ذلك عام مولده. قيقول الله تعالى لنبيه محمد: ألم تنظر يا محمد بعين قلبك، فترى بها كيف فعل ربك بأصحاب الفيل؛ الذين قدموا من اليمن يريدون تخريب الكعبة من الحبشة ورئيسهم أبرهة الأشرم الحبشي.

### الآية الثانية
﴿أَلَمْ يَجْعَلْ كَيْدَهُمْ فِي تَضْلِيلٍ ۝٢﴾ [الفيل:2]: هذا بيان لما في جملة "ألم تر كيف فعل ربك". فيقول الله ألم يجعل الله سعي الحبشة أصحاب الفيل في تخريب الكعبة في تضليل، فأبطل كيدهم عما أرادوا وحاولوا.
وسمَّى حربهم كيدًا؛ لأنهم تعللوا لإيجاد سبب لحرب أهل مكة وهدم الكعبة لينصرف العرب إلى حج القليس في صنعاء. أو أريد بكيدهم بناؤهم القليس مظهرين أنهم بنوا كنيسة وهم يريدون أن يبطلوا الحج إلى الكعبة ويصرفوا العرب إلى صنعاء. والكيد: الاحتيال على إلحاق ضر بالغير ومعالجة إيقاعه. والتضليل: جعل الغير ضالًا، أي لا يهتدي لمراده وهو هنا مجاز في الإبطال وعدم نوال المقصود لأن ضلال الطريق عدم وصول السائر.

### الآية الثالثة

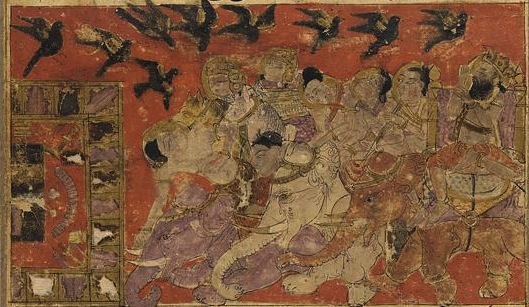
الطيور تهاجم جيش أبرهة الحبشي قرب الكعبة من كتاب تاريخنامه للبلعمي.

﴿وَأَرْسَلَ عَلَيْهِمْ طَيْرًا أَبَابِيلَ ۝٣﴾ [الفيل:3]: الطير: اسم جمع طائر، وهو الحيوان الذي يرتفع في الجو بعمل جناحيه. وتنكيره للنوعية لأنه نوع لم يكن معروفًا عند العرب. واختلف القصاصون في صفته. والصحيح ما روي عن عائشة: أنها أشبه شيء بالخطاطيف، وعن غيرها أنها تشبه الوطواط. وأبابيل: جماعات. قال الفراء ومعمر بن المثنى: أبابيل اسم جمع لا واحد له من لفظه مثل عباديد وشماطيط، قال ابن هشام: الأبابيل الجماعات ولم تتكلم العرب بواحدة. بينما قال الرؤاسي والزمخشري: واحد أبابيل إِبَّالَةٌ مشددة الموحدة مكسورة الهمزة. ومنه قولهم في المثل: «ضِغْثٌ عَلَى إِبَّالَةَ» وهي الحزمة الكبيرة من الحطب. وعليه فوصف الطير بأبابيل على وجه التشبيه البليغ.

### الآية الرابعة
﴿تَرْمِيهِمْ بِحِجَارَةٍ مِنْ سِجِّيلٍ ۝٤﴾ [الفيل:4]: جملة ترميهم حال من طيرًا وجيء بصيغة المضارع لاستحضار الحالة بحيث تخيل للسامع كالحادثة في زمن الحال، والسجيل هو الطين في حجارة. وجاءت لفظة "سجيل" في قصة قوم لوط فقال تعالى: ﴿فَجَعَلْنَا عَالِيَهَا سَافِلَهَا وَأَمْطَرْنَا عَلَيْهِمْ حِجَارَةً مِنْ سِجِّيلٍ ۝٧٤﴾ [الحجر:74] وأشار إلى أصل معنى السجيل في قوله تعالى: ﴿لِنُرْسِلَ عَلَيْهِمْ حِجَارَةً مِنْ طِينٍ ۝٣٣﴾ [الذاريات:33] فعُلم أن الحجارة التي أرسلت على أصحاب الفيل من جنس الحجارة التي أمطرت على قوم لوط، أي ليست حجرًا صخريًا ولكنها طين متحجر مخلوق لعذابهم. وروي أن الحجر كان قدر الحمص. روى أبو نعيم عن نوفل بن أبي معاوية الديلمي قال: رأيت الحصى التي رمي بها أصحاب الفيل حصى مثل الحمص حمرا بحتمة (أي سواد) كأنها جزع ظفار. وعن ابن عباس: أنه رأى من هذه الحجارة عند أم هاني نحو قفيز مخططة بحمرة بالجزع الظفاري.

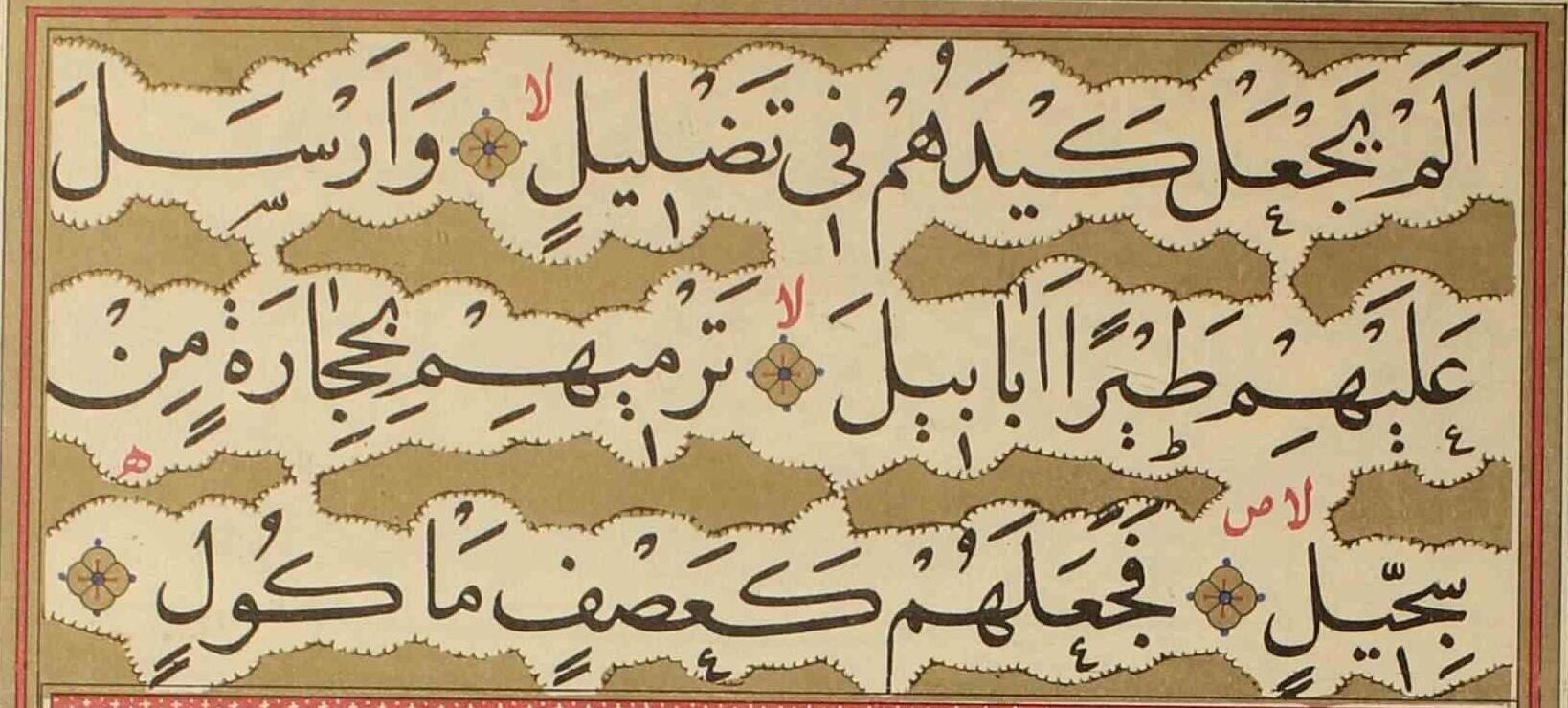
مخطوطة قُرآنيَّة لِسورة الفيل الآيات 2: 5، تعود لِسنة 1117هـ، أي أواخر العصر الصفوي، محفوظة في مكتبة قصر كلستان.

وعن عبيد بن عمير قال: لما أراد الله أن يهلك أصحاب الفيل بعث عليهم طيرًا أنشئت من البحر أمثال الخطاطيف كل طير منها يحمل ثلاثة أحجار مجزعة حجرين في رجليه وحجرا في منقاره، فجاءت حتى صفت على رؤوسهم ثم صاحت وألقت ما في أرجلها ومناقيرها، فما يقع حجر على رأس رجل إلا خرج من دبره، ولا يقع على شيء من جسده إلا خرج من الجانب الآخر، وبعث الله ريحا شديدة فضربت الحجارة فزادتها شدة فأهلكوا جميعًا.

### الآية الخامسة
﴿فَجَعَلَهُمْ كَعَصْفٍ مَأْكُولٍ ۝٥﴾ [الفيل:5] العصف: ورق الزرع وهو جمع عصفة. والعصف إذا دخلته البهائم فأكلته داسته بأرجلها وأكلت أطرافه وطرحته على الأرض بعد أن كان أخضر يانعا. وهذا تمثيل لحال أصحاب الفيل بعد تلك النضرة والقوة كيف صاروا متساقطين على الأرض هالكين. قال سعيد بن جبير: العصف التبن والمأكول القصيل يجز للدواب. وقال ابن زيد: العصف ورق الزرع وورق البقل إذا أكلته البهائم فراثته فصار درينا والمعنى أن الله أهلكهم ودمرهم وردهم بكيدهم وغيظهم، لم ينالوا خيرًا، وأهلك عامتهم ولم يرجع منهم مخبر إلا وهو جريح كما جرى لملكهم أبرهة فإنه انصدع صدره عن قلبه حين وصل إلى بلده صنعاء، وأخبرهم بما جرى لهم ثم مات فملك بعده ابنه أكسوم ثم من بعده أخوه مسروق بن أبرهة. وروى عن عمرة بنت عبد الرحمن عن عائشة قالت: لقد رأيت قائد الفيل وسائسه بمكة أعميين مقعدين يستطعمان. ورواه الواقدي عن عائشة وعن أسماء بنت أبي بكر أنها قالت: كانا مقعدين يستطعمان الناس عند إساف ونائلة حيث يذبح المشركون ذبائحهم.

## الحادثة تاريخيًا

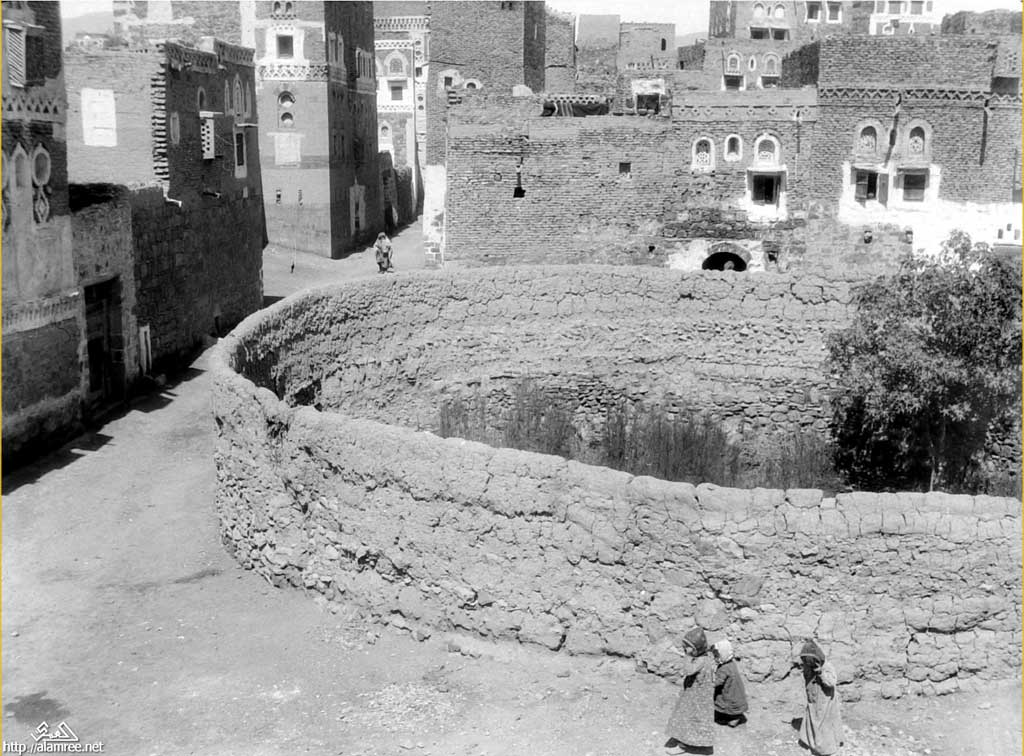
كنيسة أبرهة الحبشي في صنعاء القديمة

حادث الفيل معروف متواتر لدى العرب، حتى إنهم جعلوه مبدأ تاريخ يحددون به أوقات الحوادث، فيقولون: ولد عام الفيل، وحدث كذا لسنتين بعد عام الفيل، ونحو ذلك. وهو عام 53 ق هـ/571 بعد الميلاد.

### في التاريخ الإسلامي
ذكر ابن كثير والطبري وغيرهم، أن ذا النواس كان آخر ملوك حمير وكان مشركًا وهو الذي قتل أصحاب الأخدود. وكانوا نصارى قريبًا من عشرين ألفًا، وذكر ابن الكلبي أنه لم يفلت منهم إلا رجلٌ من اليمن يقال له دَوْس بن عازب ذي ثعلبان الحميري، مراغما لذي نُوَاس بالخَيْل حتى دخل الرَّمل ففاتهم، فعند ذلك قالت حِمْيَر دعوه فقد قتل نفسه. فلن يَنْجُوَ من الرمل، فنجا دَوْسُّ من الرمل، وكان على دين النصرانية. فشكا إلى ملك الحبشة ما لقي أهل نجران من ذي نواس، وقال إنهم أهل نصرانية، وأنت أحق من انتصر منهم لهم. فكتب ملك الحبشة إلى قيصر يُعْلِمُه، ويستأذنه في التوجه إلى اليمن. فكتب إليه يأمره بذلك، وأعلمه أنه سيظهر عليها، وأمره أن يولي دَوْس بن عازب الحِمْيَريْ أمر قومه. فبعث إليه ملك الحبشة سبعين ألفًا من الحبشة، وجعل على ضبطهم قائدًا من قُوَّده يقال له أرباط، وقال له: إذا ظهرتم على ذي نُواس فليكن دَزْسُ بن عازب على قومه، وكنت أنت على ضبط الجيش وساروا حتى خرجوا إلى أرض اليمن، وسمع بهم ذُ نُوَاس، فجمع لهم وخرج إليهم. فاقتتلوا قتالًا شديدًا. فانهزمت حِمْيَر وقُتِلَ بَشَرُّ كثير. فلما رأى ذو نواس وأصحابه ذلك أقحم فَرَسه البحر فأغرق نفسه.
وكان أبرهة الحبشي من قادة جيش أرباط، فلما رأى ذلك أبْرَهة الأشرم نازع أرباط الجيش. فصارت الحبشة حِزْبَيْن. حزب مع أبرهة وحزب مع أرباط وتهيئوا للحرب، فتبارزا، وكان أبرهة رجلا قصيرا فحمل عليه أرباط فضربه بعمود كان معه - وهو يريد رأسه - فقصر وشرم حاجبه وعَيْنه وأنفه وشَفَتَه، فبذلك سمي الأشرم. وحمل عَتْوَدَة مولى أبرهة على أرباط فطعنه فقتله، واستولى عند ذلك أبرهة على الحبشة.
وأرسل أبرهة يقول للنجاشي أنه سيبني كنيسة بأرض اليمن لم يُبنَ قبلها مثلها، فشرع في بناء كنيسة هائلة بصنعاء رفيعة البناء عالية الفناء مزخرفة الأرجاء سمتها العرب القليس؛ لارتفاعها لأن الناظر إليها تكاد تسقط قلنسوته عن رأسه من ارتفاع بنائها، وعزم أبرهة الأشرم على أن يصرف حج العرب إليها كما يحج إلى الكعبة بمكة، ونادى بذلك في مملكته؛ فكرهت العرب العدنانية والقحطانية ذلك، وغضبت قريش لذلك غضبًا شديدًا؛ حتى قصدها بعضهم وتوصل إلى أن دخلها ليلًا، فأحدث فيها وكر راجعًا، فلما رأى السدنة ذلك الحدث رفعوا أمره إلى ملكهم أبرهة، وقالوا له إنما صنع هذا بعض قريش غضبًا لبيتهم الذي ضاهيت هذا به، فأقسم أبرهة ليسيرن إلى الكعبة وليخربنه حجرًا حجرًا.
وكان عند أبرهة رجال من العرب قد قدموا عليه يلتمسون فضله، منهم محمد بن خزاعي بن حزابة الذكواني ثم السلمي. ثم إن أبرهة توج محمد بن خزاعي، وأمره على مضر، وأمره أن يسير في الناس، يدعوهم إلى حج القليس، فسار محمد بن خزاعي، حتى إذا نزل ببعض أرض بني كنانة، وقد بلغ أهل تهامة  أمره، وما جاء له، بعثوا إليه رجلًا من هذيل يقال له عروة بن حياض الملاصي، فرماه بسهم فقتله; وكان مع محمد بن خزاعي أخوه قيس بن خزاعي، فهرب حين قتل أخوه، فلحق بأبرهة فأخبره بقتله، فزاد ذلك أبرهة  غضبًا وحنقًا، وحلف ليغزون بني كنانة، وليهدمن البيت.
وذكر مقاتل بن سليمان أن فتية من قريش دخلوا القليس، فأججوا فيها نارًا. وكان يومًا فيه هواء شديد، فاحترقت وسقطت إلى الأرض، فتأهب أبرهة لذلك وسار في جيش كثيف، واستصحب معه فيلًا عظيمًا، يقال له محمود، وكان قد بعثه إليه النجاشي ملك الحبشة لذلك، ويقال كان معه أيضا ثمانية أفيال، وقيل اثنا عشر فيلًا غيره. ليهدم به الكعبة بأن يجعل السلاسل في الأركان وتوضع في عنق الفيل ثم يزجر ليلقي الحائط جملة واحدة، فلما سمعت العرب بمسيره أعظموا ذلك، ورأوا أن حقًا عليهم المحاجبة دون البيت.
فخرج إليه رجل من أشراف أهل اليمن وملوكهم يقال له ذو نفر، فدعا قومه ومن أجابه من سائر العرب إلى حرب أبرهة وجهاده عن بيت الله، وما يريده من هدمه وخرابه، فأجابوه وقاتلوا أبرهة فهزمهم، وأسر ذو نفر، فاستصحبه معه ثم مضى لوجهه حتى إذا كان بأرض خثعم اعترض له نفيل بن حبيب الخثعمي في قومه شهران وناهس فقاتلوه، فهزمهم أبرهة وأسر نفيل بن حبيب، فأراد قتله ثم عفا عنه واستصحبه معه ليدله في بلاد الحجاز. فلما اقترب من أرض الطائف خرج إليه أهلها ثقيف وصانعوه خيفة على بيتهم الذي عندهم الذي يسمونه اللات، فأكرمهم وبعثوا معه أبا رغال دليلًا.

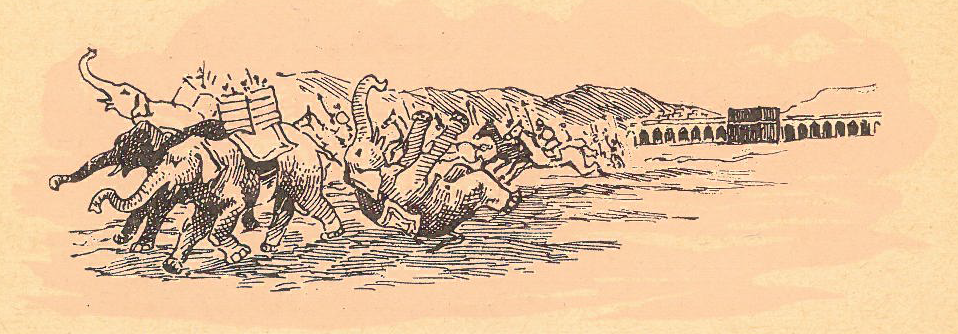
رسمٌ تخيُليّ لِهُرُوب الفيلة والأحباش من أمام الكعبة في عام الفيل.

فلما انتهى أبرهة إلى المغمس وهو قريب من مكة نزل به. وأغار جيشه على سرح أهل مكة من الإبل وغيرها فأخذوه، وكان في السرح مائتا بعير لعبد المطلب بن هاشم، وبعث أبرهة إلى مكة وأمره أن يأتيه بأشرف قريش وأن يخبره أن الملك لم يجئ لقتالكم إلا أن تصدوه عن البيت، فدُل الرسول على عبد المطلب بن هاشم وبلغه عن أبرهة ما قال، فقال له عبد المطلب: والله ما نريد حربه وما لنا بذلك من طاقة، هذا بيت الله الحرام وبيت خليله إبراهيم فإن يمنعه منه فهو بيته وحرمه، وإن يخلي بينه وبينه فوالله ما عندنا دفع عنه، فقال له الرسول فاذهب معي إليه، فذهب معه. فلما رآه أبرهة أجله، وكان عبد المطلب رجلا جسيما حسن المنظر، ونزل أبرهة عن سريره وجلس معه على البساط وقال لترجمانه: قل له ما حاجتك؟ فقال للترجمان: إن حاجتي أن يرد علي الملك مائتي بعير أصابها لي، فقال أبرهة لترجمانه: قل له لقد كنت أعجبتني حين رأيتك، ثم قد زهدت فيك حين كلمتني، أتكلمني في مائتي بعير أصبتها لك وتترك بيتا هو دينك ودين آبائك قد جئت لهدمه لا تكلمني فيه؟ فقال له عبد المطلب: إني أنا رب الإبل وإن للبيت ربا سيمنعه.قال: ما كان ليمتنع مني. قال: أنت وذاك. ويقال إنه ذهب مع عبد المطلب جماعة من أشراف العرب فعرضوا على أبرهة ثلث أموال تهامة على أن يرجع عن البيت، فأبى عليهم ورد أبرهة على عبد المطلب إبله، ورجع عبد المطلب إلى قريش فأمرهم بالخروج من مكة والتحصن في رؤوس الجبال تخوفا عليهم من معرة الجيش، ثم قام عبد المطلب فأخذ بحلقة باب الكعبة، وقام معه نفر من قريش يدعون الله ويستنصرون على أبرهة وجنده.
وذكر مقاتل بن سليمان أنهم تركوا عند البيت مائة بدنة مقلدة لعل بعض الجيش ينال منها شيئا بغير حق فينتقم الله منهم، يقول ابن كثير: «فلما أصبح أبرهة تهيأ لدخول مكة وهيأ فيله، وكان اسمه محمودًا، وعبأ جيشه فلما وجهوا الفيل نحو مكة أقبل نفيل بن حبيب حتى قام إلى جنبه، ثم أخذ بإذنه وقال: ابرك محمود وارجع راشدًا من حيث جئت، فإنك في بلد الله الحرام ثم أرسل إذنه فبرك الفيل. وخرج نفيل بن حبيب يشتد حتى أصعد في الجبل، وضربوا الفيل ليقوم فأبى، فضربوا في رأسه بالطبرزين وأدخلوا محاجن لهم في مراقه فنزعوه بها ليقوم فأبى، فوجهوه راجعًا إلى اليمن فقام يهرول، ووجهوه إلى الشام ففعل مثل ذلك ووجهوه إلى المشرق ففعل مثل ذلك، ووجهوه إلى مكة فبرك. وأرسل الله عليهم طيرًا من البحر أمثال الخطاطيف والبلسان مع كل طائر منها ثلاثة أحجار يحملها: حجر في منقاره وحجران في رجليه أمثال الحمص والعدس ولا يصيب منهم أحدا إلا هلك. خرجوا يتساقطون بكل طريق، ويهلكون على كل منهل، وأصيب أبرهة في جسده، وخرجوا به معهم. وصعد نفيل على رأس الجبل مع قريش وعرب الحجاز ينظرون ماذا أنزل الله بأصحاب الفيل من النقمة.» وجعل نفيل بن حبيب يقول:
| أين المفر والإله الطالب |  | والأشرم المغلوب ليس الغالب |

وقال:
| ألا حييت عنا يا ردينا   |  | نعمناكم مع الإصباح عينا |
| ودينة لو رأيت ولا تريه  |  | لدى جنب المحصب ما رأينا |
| إذا لعذرتني وحمدت أمري  |  | ولم تأس على ما فات بينا |
| حمدت الله إذ أبصرت طيرا |  | وخفت حجارة تلقى علينا   |
| فكل القوم تسأل عن نفيل  |  | كأن علي للحبشان دينا    |

روى السكري عن ابن سلام الجمحي أنه بعد خروج أبرهة الحبشي وقومه يريدون الكعبة، جعلوا لا يمرون على قبيلة من العرب إلا أخذوا منهم أناسًا كرهائن حتى بلغوا الى المغمس من مكة فحبس الله الفيل وأرسل عليهم الطير الأبابيل، ففر من العذاب من ملوك اليمن ناس كثير من كندة وحمير والحبش وهربوا إلى جبال هذيل فقتلتهم هذيل وأسرت بعضهم ورجع أبرهة الى صنعاء بمن معه من الرهائن فأتت كنانة إلى هذيل وقالوا لهم أخرجوا بمن كان عندكم من أسراء كندة وحمير والحبش فخرج بالأسرى سادات هذيل وهما معقل بن خويلد الهذلي، وغافل بن صخر الهذلي وقدموا اليمن فافتدوا أسرى العرب من كنانة وبعض أهل نجد بالأسرى اللذين كانوا معهم فعتقوهم وأعادوهم إلى ديارهم.
واختلفت المصادر التاريخية في وفاة أبرهة، وأغلب المصادر أنه توفي بعد عودته من مكة بقليل؛ إذ لازمه الوباء الذي نزل برجال حملته أثناء محاصرتهم للكعبة، ولم يتركه حتى بلغ صنعاء وهو مريض متعب، فهلك بها عند وصوله. فملك بعده ابنه أكسوم ثم من بعده أخوه مسروق بن أبرهة.

### في الآثار الحميرية

نقوش صخرية قديمة من نجران، جنوب الجزيرة العربية. ولم يُحدد التاريخ الدقيق للنحت. يصور النحت الأفيال مع سائقيها.

يوجد نقشان من عهد أبرهة يتحدثان عن إصلاحات أبرهة الخاصة بسد مأرب، وربما بناء كنيسة القليس الشهيرة وأعمال بناء في قصر غمدان. يرجع تاريخ النقشين إلى عام 559/60م، حيث لاحظ الباحثون أن النقوش الحميرية اختفت بعد هذا التاريخ. وتصف نتائج حديثة للنقوش الحميرية رحلة استكشافية غير معروفة حتى الآن قام بها أبرهة، مما دفع إيوونا جاجدا (بالإنجليزية: Iwona Gajda) إلى تسمية هذه الرحلة باسم "الغزو الفاشل لمكة". كذلك لاحظ الباحث كريستيان جوليان روبن أن تاريخية الحملة الفاشلة معقولة تمامًا، نظرًا لأن قريش، على الرغم من قلة عددهم، سرعان ما برزت في السنوات التالية، من نمو عدد الحجاج إلى مكة، وذياع سيط سوق عكاظ، مما جعلها المهيمنة على قبائل شبه الجزيرة العربية. ونشر مايكل تشارلز دراسة شرح فيها بالتفصيل كيف استخدمت مملكة أكسوم الأفيال في الحرب وكيف تمكنت من الوصول إليها خلال القرن السادس عندما قيل إن الحملة حدثت.
كذلك كان لدى الباحثين  اعتقاد أن نقوش مريغان تذكر قصة غزو أبرهة لمكة، ولكن لاحقاً صار من الواضح، كما يقول كريستيان روبن، أن هذا غير صحيح، ومع ذلك فإن اكتشاف رسوم فيلة في نجران بالقرب من أحد نقوش أبرهة، يجعل قصة غزو مكة أمراً ممكن الحدوث فيما بين عامي 560 - 565م، ويرى روبان أن قصة الفيل قد تكون مرتبطة بطاعون جستنيان الذي ضرب المنطقة في عهد الملك أبرهة.

## إعراب السورة
| ﴿أَلَمۡ تَرَ كَيۡفَ فَعَلَ رَبُّكَ بِأَصۡحَـٰبِ ٱلۡفِيلِ ۝١﴾ | «قُلۡ»: الهمزة حرف استفهام تقريري، و«لم» حرف نفي وقلب وجزم، والفعل المضارع مجزوم بلم وعلامة جزمه حذف حرف العلة من آخره، والفاعل مستتر. «كيف» اسم استفهام مفعول مطلق «فعل ربك» ماض مبن على الفتح، وفاعله مرفوع بالضمة، والكاف في محل جر مضاف إليه، والجملة سدت مسد مفعولي ترى. «بأصحاب» جار ومجرور، «الفيل» مضاف إليه. |
| ﴿أَلَمۡ يَجۡعَلۡ كَيۡدَهُمۡ فِی تَضۡلِيلࣲ ۝٢﴾         | الهمزة للاستفهام التقريري، ولم حرف نفي وقلب وجزم، و«يجعل» فعل مضارع مجزوم بلم وعلامته السكون، والفاعل مستتر تقديره هو يعود على الله تعالى. وكيدهم مفعول به أول منصوب بالفتحة، والهاء في محل جر مضاف إليه. و«في تضليل» جار ومجرور، والجملة في موضع المفعول الثاني.                                                   |
| ﴿وَأَرۡسَلَ عَلَيۡهِمۡ طَيۡرًا أَبَابِيلَ ۝٣﴾         | الواو حرف عطف، و«أرسل» فعل ماض مبني على الفتح، وفاعله ضمير مستتر تقديره هو، والجملة الفعلية معطوفة على «ألم نجعل» لأن الاستفهام فيه للتقرير فكان المعنى قد جعل ذلك. و«عليهم» جار ومجرور. و«طيرا» مفعول به منصوب بالفتحة، و«أبابيل» نعت لطيرا لأنه اسم جمع منصوب بالفتحة.                                            |
| ﴿تَرۡمِيهِم بِحِجَارَةࣲ مِّن سِجِّيلࣲ ۝٤﴾           | «ترميهم» مضارع مرفوع بالضمة المُقدرة، والهاء مفعوله، والفاعل مستتر. «بحجارة» جار ومجرور متعلقان بالفعل. «من سجيل» جار ومجرور وجملته صفة لحجارة، والجملة الفعلية صفة ثانية لطيرًا. |
| ﴿فَجَعَلَهُمۡ كَعَصۡفࣲ مَّأۡكُولِۭ ۝٥﴾               | «فجعلهم» الفاء عاطفة، والفعل ماض مبن على الفتح، والهاء في محل مفعول به أول، والفاعل مستتر. «كعصف» جار ومجرور متعلقان بالفعل وهما في موضع المفعول الثاني. «مأكول» صفة عصف. والجملة الفعلية معطوفة على ما قبلها. |

### المنشورات
بالعربية
1. ↑  مكي (1982)، ج. 1، ص. 732.
2. ↑  السمنودي (2005)، ص. 256.
3. ↑  ابن مجاهد (1980)، ص. 697.
4. ↑  الواسطي (2004)، ج. 2، ص. 723.
5. 1 2  البناء (2006)، ص. 600.
6. ↑  القاضي (1981)، ج. 1، ص. 16.
7. ↑  الخطيب (2002)، ج. 10، ص. 588.
8. 1 2 3  الداني (1994)، ص. 289.
9. 1 2  الشربيني (1868)، ج. 4، ص. 587.
10. 1 2 3  ابن عاشور (1984)، ج. 30، ص. 543.
11. ↑  السيوطي (1974)، ج. 1، ص. 96.
12. ↑  الفيروزآبادي (1973)، ج. 1، ص. 98-99.
13. ↑  قطب (2003)، ج. 6، ص. 3982.
14. ↑  القرطبي (1935)، ج. 20، ص. 200- 201.
15. 1 2  الرازي (2000)، ج. 32، ص. 295.
16. ↑  البقاعي (1984)، ج. 22، ص. 249.
17. 1 2  ابن كثير (1998)، ج. 8، ص. 458.
18. ↑  ابن عاشور (1984)، ج. 30، ص. 545.
19. 1 2 3  الطبري (2001)، ج. 24، ص. 627.
20. ↑  ابن عاشور (1984)، ج. 30، ص. 548.
21. ↑  ابن عاشور (1984)، ج. 30، ص. 549.
22. 1 2  ابن عاشور (1984)، ج. 30، ص. 550.
23. ↑  ابن كثير (1998)، ج. 8، ص. 463.
24. ↑  ابن عاشور (1984)، ج. 30، ص. 551.
25. 1 2  ابن كثير (1998)، ج. 8، ص. 464.
26. 1 2 3  ابن كثير (1998)، ج. 8، ص. 459.
27. ↑  الطبري (1967)، ج. 2، ص. 125.
28. ↑  الطبري (2010)، ج. 24، ص. 610.
29. 1 2  ابن كثير (1998)، ج. 8، ص. 460.
30. 1 2  الطبري (1967)، ج. 2، ص. 135.
31. ↑  ابن كثير (1998)، ج. 8، ص. 461.
32. ↑  جواد علي (2001)، ج. 18، ص. 61.
33. ↑  السكري (1995)، ج. 1، ص. 388.
34. ↑  سلامة (2006)، ص. 198.
35. 1 2 3  الدعاس (2004)، ج. 3، ص. 469.
36. ↑  درويش (1992)، ج. 10، ص. 585.
37. ↑  درويش (1992)، ج. 10، ص. 586.

بالإنجليزية
1. ↑  Fisher (2015), p. 154.
2. ↑  Fisher (2015), p. 152.
3. ↑  Charles (2018), p. 166–192.

بالفرنسية
1. ↑  Robin (2015), p. 47.
2. ↑  Gajda (2009), p. 142-146.
3. ↑  Robin (2015), p. 36.

### معلومات المراجع المُفصَّلة
بالعربية
- الخطيب الشربيني (1868)، السراج المنير في الإعانة على معرفة بعض معاني كلام ربنا الحكيم الخبير، القاهرة: الهيئة العامة لشؤون المطابع الأميرية، OCLC:236016840، QID:Q115641715
- القرطبي (1935)، الجامع لأحكام القرآن، والمبين لما تضمنه من السنة وآي الفرقان: تفسير القرطبي، القاهرة: دار الكتب والوثائق القومية، OCLC:17965928، QID:Q115683910{{استشهاد}}:  صيانة الاستشهاد: ref duplicates default (link)
- محمد بن جرير الطبري (1967)، تاريخ الرُّسُل و المُلُوك، تحقيق: محمد أبو الفضل إبراهيم (ط. 2)، القاهرة: دار المعارف، OCLC:934442375، QID:Q114456807
- مجد الدين الفيروزآبادي (1973)، بصائر ذوي التمييز في لطائف الكتاب العزيز، تحقيق: محمد علي النجار (ط. 3)، القاهرة: المجلس الأعلى للشؤون الإسلامية، OCLC:4771437969، QID:Q120645182
- جلال الدين السيوطي (1974)، الإتقان في علوم القرآن، تحقيق: محمد أبو الفضل إبراهيم، القاهرة: الهيئة المصرية العامة للكتاب، OCLC:4770017618، QID:Q115728353
- أحمد بن موسى بن العباس (1980)، كتاب السبعة في القراءات، تحقيق: شوقي ضيف، القاهرة: دار المعارف، QID:Q124614009
- عبد الفتاح القاضي (1981)، البدور الزاهرة في القراءات العشر المتواترة (ط. 1)، بيروت: دار الكتاب العربي، OCLC:457123342، QID:Q115641917
- مكي بن أبي طالب (1982)، التبصرة في القراءات السبع، الهند: الدار السلفية، QID:Q134031476
- محمد الطاهر بن عاشور (1984)، التحرير والتنوير من التفسير، تونس: الدار التونسية للنشر، OCLC:11603545، QID:Q115641984
- أبو عمرو الداني (1994)، البيان في عد آي القرآن، تحقيق: غانم قدوري الحمد (ط. 1)، الكويت: مركز المخطوطات والتراث والوثائق، OCLC:32312189، QID:Q115651867
- برهان الدين البقاعي (1984)، نظم الدرر في تناسب الآيات والسور، القاهرة: دار الكتاب الإسلامي، OCLC:929482752، QID:Q120115794
- محي الدين درويش (1992)، إعراب القرآن الكريم وبيانه (ط. 3)، دمشق، حمص: اليمامة للطباعة والنشر والتوزيع، دار ابن كثير، دار الإرشاد للشؤون الجامعية، OCLC:4771426697، QID:Q115640897
- أبو عمرو الداني (1994)، البيان في عد آي القرآن، تحقيق: غانم قدوري الحمد (ط. 1)، الكويت: مركز المخطوطات والتراث والوثائق، OCLC:32312189، QID:Q115651867
- السكري (1995)، شرح أشعار الهذليين، تحقيق: محمود محمد شاكر، عبد الستار أحمد فراج، الكويت: دار العروبة، OCLC:1158634934، QID:Q131398753{{استشهاد}}:  صيانة الاستشهاد: ref duplicates default (link)
- ابن كثير الدمشقي (1998)، تفسير القرآن العظيم: تفسير ابن كثير، تحقيق: محمد حسين شمس الدين (ط. 1)، بيروت: دار الكتب العلمية، OCLC:914363003، QID:Q115701544
- فخر الدين الرازي (2000)، مفاتيح الغيب: تفسير فخر الدين الرازي (ط. 3)، بيروت: دار إحياء التراث العربي، OCLC:1158766639، QID:Q115730115
- جواد علي (2001)، المفصل فى تاريخ العرب قبل الإسلام، بيروت: دار الساقي، QID:Q120985941{{استشهاد}}:  صيانة الاستشهاد: ref duplicates default (link)
- محمد بن جرير الطبري (2001)، جامع البيان عن تأويل آي القرآن: تفسير الطبري، تحقيق: عبد الله بن عبد المحسن التركي (ط. 1)، القاهرة: هجر للطباعة والنشر والتوزيع والإعلان، OCLC:1103746918، QID:Q97221368
- عبد اللطيف الخطيب (2002)، معجم القراءات، دمشق: دار سعد الدين للطباعة والنشر، OCLC:48978719، QID:Q134040972
- سيد قطب (2003)، في ظلال القرآن (ط. 32)، القاهرة: دار الشروق، QID:Q127172787
- أحمد الدعاس؛ أحمد حميدان؛ إسماعيل القاسم (2004)، إعراب القرآن الكريم (ط. 1)، دمشق، بيروت: دار النمير، دار الفارابي، OCLC:957327916، QID:Q115640158
- أبو محمد الواسطي (2004)، الكنز في القراءات العشر، القاهرة: مكتبة الثقافة الدينية، QID:Q127692631
- محمد بن الحسن السمنودي (2005)، شرح السمنودي على متن الدرة المتممة للقراءات العشرة، طنطا: دار الصحابة للتراث، OCLC:4771239909، QID:Q134038360
- أحمد بن محمد الدمياطي البناء (2006)، إتحاف فضلاء البشر في القراءات الأربعة عشر، بيروت: دار الكتب العلمية، OCLC:4771082828، QID:Q134033272
- محمد حسين سلامة (2006). إعراب جزء عم: إعراب وتفسير وبلاغة وأسباب النزول (ط. 1). القاهرة: دار الآفاق العربية. ISBN:977-344-102-4. OCLC:587740694. QID:Q115683765.
- محمد بن جرير الطبري (2010)، جامع البيان عن تأويل آي القرآن، تحقيق: محمود محمد شاكر، مكة المكرمة: دار التربية والتراث، QID:Q121008769
- محمد بن عبد الرحمن الشايع (2011). أسماء سور القرآن الكريم. البحوث العلمية المحكمة (19) (ط. 1). الرياض. ISBN:978-603-8055-27-4. OL:25317555M. QID:Q115615370.{{استشهاد بكتاب}}:  صيانة الاستشهاد: مكان بدون ناشر (link)

بالإنجليزية
الدوريات
- Michael Charles (2018). "The Elephants of Aksum: In Search of the Bush Elephant in Late Antiquity". Journal of Late Antiquity (بالإنجليزية). 11 (1): 166–192. DOI:10.1353/JLA.2018.0000. ISSN:1939-6716. OCLC:7867005680. QID:Q59685702.

الكتب
- Greg Fisher, ed. (2015). Arabs and Empires before Islam (بالإنجليزية). Oxford: Oxford University Press. ISBN:978-0-19-965452-9. OCLC:907657628. QID:Q134003127.

بالفرنسية
الدوريات
- Christian Robin (2015). "L'arabie dans le coran: réexamen de quelques termes à la lumière des inscriptions préislamiques". Les origines du Coran, le Coran des origines. Actes de colloque (بالفرنسية): 27–74. DOI:10.2307/J.CTVBTZNQ1.5. ISBN:978-2-87754-321-7. OCLC:8160274803. QID:Q134005439.

الكتب
- Iwona Gajda (2009). Le royaume de Ḥimyar à l'époque monothéiste: l'histoire de l'Arabie du sud ancienne de la fin du IVe siècle de l'ère chrétienne jusqu'à l'avènement de l'Islam. Mémoires de l'Académie des inscriptions et belles-lettres (40) (بالفرنسية). Paris: Académie des inscriptions et belles-lettres. ISBN:978-2-87754-235-7. OCLC:535220480. QID:Q134005520.

## وصلات خارجية
- سورة الفيل بقراءة مشاري بن راشد العفاسي
- سورة الفيل: تجويدا وتفسيرا - (موقع Altafsir.com).